# Clemente Biondetti

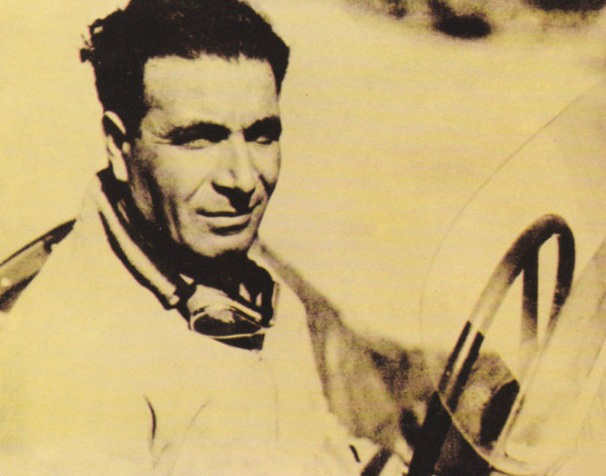
Clemente Biondetti in 1938

Clemente Biondetti (Buddusò, Sardinië, 18 augustus 1898 – Florence, 24 februari 1955) was een Italiaans Formule 1-coureur. Hij reed 1 Formule 1-race; de Grand Prix van Italië van 1950 voor het team Ferrari.
Daarnaast won hij in 1938 en 1947 voor Alfa Romeo de Mille Miglia, en in 1948 en 1949 deed hij dat nog eens voor Ferrari